# I fantastici 5 (film)
I fantastici 5 (noto anche col titolo I fantastici cinque) è un film del 2012 di Mike Marzuk.

## Trama
George, che in realtà si chiama Georgina, ma preferisce essere un ragazzo, riceverà la visita dei cugini Julian, Dick e Anne. La ragazza non ha alcun desiderio reale per questa connessione familiare forzata. Preferirebbe andare all'isola rocciosa con il padre Quentin, dove vorrebbe continuare a sviluppare l'uso tecnico della fotosintesi per la produzione di energia nel suo laboratorio segreto.

## Sequel
Il film ha avuto altri quattro sequel I fantastici 5 - Alla ricerca dell'occhio verde (Fünf Freunde 2, 2013), I fantastici 5 - Alla ricerca del tesoro perduto (Fünf Freunde 3, 2014), I fantastici 5 - Gli amuleti del faraone (Fünf Freunde 4, 2015) e I fantastici Cinque: La valle dei dinosauri (Fünf Freunde und das Tal der Dinosaurier, 2018).